# Hemiceras lepida
Hemiceras lepida är en fjärilsart som beskrevs av William Schaus 1911. Hemiceras lepida ingår i släktet Hemiceras och familjen tandspinnare. Inga underarter finns listade i Catalogue of Life.